# Liste des empereurs latins de Constantinople

armoiries de l'Empire Latin de Constantinople

Le 13 avril 1204, après la prise de Constantinople par la quatrième croisade, un concile de six Vénitiens et de six Francs se réunit et choisit Baudouin IX, comte de Flandre et de Hainaut, pour diriger les terres conquises, qui deviennent l'Empire latin de Constantinople (1204-1261).

## Empereurs latins de Constantinople

### Maison de Hainaut
| Portrait | Nom                                  | Début du règne | Fin du règne | Notes |
| -------- | ------------------------------------ | -------------- | ------------ | --- |
| Baudouin | Baudouin Ier de Hainaut v. 1171-1205 | 13 avril 1204  | mai 1205     | Comte de Flandre et de Hainaut et fils de Baudouin V de Hainaut et de Marguerite Ire de Flandre. Marié en 1286 à Marie de Champagne (v. 1174-1204), dont il a deux filles, Jeanne et Marguerite. Le 13 avril 1204, il est élu empereur de Constantinople. Il est fait prisonnier par le Tzar des Bulgares à la Bataille d'Andrinople. Il meurt en captivité peu après. |
| Henri    | Henri Ier de Hainaut v. 1176-1216    | 20 août 1206   | 11 juin 1216 | Fils de Baudouin V de Hainaut et de Marguerite Ire de Flandre, et frère de Baudouin VI de Hainaut. Il est élu empereur après la mort en captivité de son frère. De ses mariages: avec Agnès de Montferrat (†1208) en 1207; et avec Marija de Bulgarie en 1213, il n'a pas d'enfants. Il meurt en 1216 dans des circontances inconnues.                                 |

### Maison de Courtenay
| Portrait | Nom                                   | Début du règne | Fin du règne    | Notes |
| -------- | ------------------------------------- | -------------- | --------------- | --- |
| Pierre   | Pierre II de Courtenay v. 1165-1219   | 1217           | juin 1219       | Fils de Pierre Ier de France, sire de Courtenay. Sacré empereur à Rome, il entreprend de se rendre à Constantinople, mais est capturé et meurt dans les geôles de Théodore Ange. Marié en 1193 à Yolande de Hainaut (v. 1175-1219), sœur de Baudouin Ier et d’Henri Ier, il a 12 enfants.                                                             |
| Robert   | Robert de Courtenay v. 1201-1228      | juin 1219      | janvier 1228    | Deuxième fils de Pierre II et de Yolande de Hainaut, il devient empereur après que son frère Philippe eut renoncé au trône. Il se marie secrètement en 1228 avec une fille de Baudouin de Neuville. |
| Baudouin | Baudouin II de Courtenay v. 1217-1273 | janvier 1228   | 25 juillet 1261 | Quatrième fils de Pierre II et de Yolande de Hainaut, il devient empereur après que son frère Henri eut, lui aussi, renoncé au trône, et sous la régence de Jean de Brienne, qu'il associe au trône et dont il épouse la fille Marie de Brienne (v. 1225- ap. 1275), en 1234. En 1261, Michel VII reprend Constantinople et met fin à l'Empire latin. |
| Jean     | Jean de Brienne v. 1170-1237          | 1229           | 27 mars 1237    | Ancien Roi de Jérusalem, et régent de l'Empire, il se fait associer au trône en 1229. Il épouse en 1224, Bérengère de Castille, dont il a une fille, Marie de Brienne, qui épouse Baudouin II de Courtenay. |

## Empereurs latins en titre
- 1261-1273 : Baudouin II de Courtenay, chassé de Constantinople par les Gréco-byzantins de Nicée.
- 1273-1283 : Philippe Ier de Courtenay (1243 † 15 décembre 1283), fils du précédent. Marié le 15 octobre 1273 à Béatrice de Sicile (v.1252 † 1275), fille de Charles Ier d'Anjou, roi de Sicile et de Béatrice de Provence.
- 1283-1307 : Catherine de Courtenay (1274 † 1307), fille du précédent. Mariée à Charles de France (1270 † 1325), comte de Valois.
- 1307-1346 : Catherine II de Valois-Courtenay (1303 † 1346), fille des précédents. Mariée en 1313 à Philippe Ier de Tarente († 1332), prince de Morée.
- 1346-1364 : Robert de Tarente (1326 † 1364), fils des précédents. Marié en 1347 à Marie de Clermont († 1387), fille de Louis Ier de Clermont, duc de Bourbon, et de Marie d’Avesnes.
- 1364-1374 : Philippe II de Tarente (1329 † 1374), frère du précédent. Marié en 1355 à Marie de Calabre, fille de Charles de Calabre et de Marie de Valois.
- 1374-1380 : Marguerite de Tarente († 1380), sœur du précédent. Mariée en 1352 à François des Baux, duc d'Andria.
- 1380-1383 : Jacques des Baux († 7 juillet 1383), fils des précédents. Marié en 1382 à Agnès de Durazzo, fille de Charles d’Anjou, duc de Durazzo, et de Marie de Calabre.

Jacques des Baux décède sans enfant légitime. Son unique sœur, Antonia des Baux, femme du roi Frédéric II (roi de Sicile), était morte en 1374 également sans enfants. Le plus proche parent est Jean d’Artois (1321 † 1387), comte d’Eu, fils de Robert III d’Artois et de Jeanne de Valois-Courtenay, sœur de Catherine II. Il ne semble pas avoir fait acte de prétention au trône latin de Constantinople. Aussi Jacques des Baux est-il considéré comme le dernier des empereurs latins titulaires de Constantinople.

## Généalogie
- Baudouin V de Hainaut
  -  Baudouin Ier
  -  Henri Ier
  -  Yolande de Hainaut +  Pierre II de Courtenay
    -  Robert de Courtenay
    -  Baudouin II de Courtenay
      -  Philippe Ier de Courtenay
        -  Catherine de Courtenay +  Charles de Valois
          -  Catherine de Valois-Courtenay +  Philippe Ier de Tarente
            -  Robert de Tarente
            -  Philippe II de Tarente
              -  Marguerite de Tarente +  François des Baux
                -  Jacques des Baux

          - Jeanne de Valois-Courtenay
            - Jean d'Artois
              - > postérité

### Sources
- Foundation for Medieval Genealogy